# اس‌اس خانه
اس‌اس خانه (به انگلیسی: SS Home) یک کشتی بود که طول آن ۲۲۰ فوت (۶۷ متر) بود. این کشتی در سال ۱۸۳۶ ساخته شد. این کشتی که ساخت آمریکا بود در سال ۱۸۳۷ بر اثر توفان در سواحل آمریکا غرق شد. در این حادثه ۹۰ نفر جان خود از دست دادند.